# Robert de Vere († 1250)
Robert de Vere († 8. Februar 1250 in al-Mansura) war ein englischer Kreuzritter im 13. Jahrhundert.
Er gehörte dem 200 Mann starken englischen Kontingent des Kreuzzugs des französischen Königs Ludwig IX. (Saint Louis) nach Ägypten (Sechster Kreuzzug) an, welches angeführt von William Longespée of Salisbury im Oktober 1249 in Damiette zu dem Kreuzzugsheer hinzugestoßen war. De Vere diente William Longespée of Salisbury als Bannerträger und wurde mit ihm am 8. Februar 1250 bei dem folgenschweren Angriff des Grafen Robert von Artois auf die Stadt al-Mansura getötet.
Ob sein Leichnam später, wie der von Salisbury, von den Mameluken an Ludwig IX. übergeben wurde, ist unklar. Dennoch existiert in der Kirche von Sudborough in Northamptonshire ein Grab für Robert de Vere samt einer Liegefigur, die ihn als Ritter mit einem Kreuz auf dem Schild zeigt, wahrscheinlich ein Sankt-Georgs-Kreuz.
In welchen verwandtschaftlichen Bezug Robert de Vere zu der Familie de Vere stand, die seit dem 12. Jahrhundert die Earls of Oxford stellten, ist ebenfalls nicht zu ermitteln. Möglich, dass er ein Nachfahre jenes Robert de Vere war, eines jüngeren Sohnes des Aubrey II. de Vere, der in Northamptonshire begütert war und auch Nachkommen hatte.

## Weblink
- Ausschnitte aus der Chronica Majora des Matthäus Paris, aus der Rolls Series-Ausgabe ins Englische übersetzt von Helen J. Nicholson (1989), Jahr 1250, S. 147–148

| Personendaten    | Personendaten   |
| ---------------- | --------------- |
| NAME             | Robert de Vere  |
| KURZBESCHREIBUNG | Kreuzfahrer     |
| GEBURTSDATUM     | 13. Jahrhundert |
| STERBEDATUM      | 8. Februar 1250 |
| STERBEORT        | al-Mansura      |